# Audifia semigranosa
Audifia semigranosa är en spindelart som beskrevs av Simon 1895. Audifia semigranosa ingår i släktet Audifia och familjen klotspindlar. Inga underarter finns listade.